# Aéroport d'Antioche
Pour les articles homonymes, voir HTY.
L'aéroport d'Hatay (code IATA : HTY • code OACI : LTAK) (turc : Hatay Havalimanı) est un petit aéroport civil qui dessert la ville d'Antioche, dans la province d'Hatay, dans le Sud-Est de la Turquie. Inauguré en décembre 2007, il se situe à 19 km de la ville d'Antioche et 45 km d'Alexandrette.
En février 2023, sa piste est gravement endommagée par un séisme touchant le sud de la Turquie. l'aéroport n'a pu rouvrir que progressivement, à partir de Mars 2024. Il est désormais de nouveau opérationnel, malgré les travaux d'amélioration des infrastructures en cours.

## Travaux de rénovation
En Janvier 2025, le ministre des transports et des infrastructures Abdulkadir Uraloğlua a indiqué que les travaux d'infrastructure engagés permettraient de rendre l'aéroport de Hatay résistant aux tremblements de terre début 2026.
A l'avenir, l'aéroport de Hatay disposera :
- d'une piste principale de 3000 mètres de long par 60 mètres de large
- d'une piste de circulation parallèle de 2720 mètres de long
- de 2 voies de sortie rapide
- de 4 voies de circulation connectées

Ces travaux permettent d'augmenter la capacité de l'aéroport en favorisant le développement  touristique et commercial de la région, mais aussi en facilitant les éventuelles interventions d'aide humanitaire ou d'évacuation.
| Adana Ankara Antalya Antioche Bodrum-Milas Dalaman Denizli Elâzığ Istanbul Sabiha-Gökçen Izmir Trabzon / Trébizonde Gaziantep Diyarbakır Kayseri Samsun Van Erzurum Konya Gazipaşa Malatya |

| Adana Ankara Antalya Antioche Bodrum-Milas Dalaman Denizli Elâzığ Istanbul Sabiha-Gökçen Izmir Trabzon / Trébizonde Gaziantep Diyarbakır Kayseri Samsun Van Erzurum Konya Gazipaşa Malatya |

## Statistiques
Le graphique qui aurait dû être présenté ici ne peut pas être affiché car il utilise l'ancienne extension Graph, désactivée pour des questions de sécurité. Des indications pour créer un nouveau graphique avec la nouvelle extension Chart sont disponibles ici.

Voir la requête brute et les sources sur Wikidata.

## Compagnies et destinations
| Compagnies       | Destinations                                                |
| ---------------- | ----------------------------------------------------------- |
| AJet             | Ankara Esenboğa, Ercan, Istanbul-S. Gökçen                  |
| Flynas           | Djeddah - Roi-Abdelaziz, Riyad-roi Khaled                   |
| Pegasus Airlines | Antalya, Ercan, Istanbul-S. Gökçen, Izmir-A. Menderes       |
| SunExpress       | Izmir-A. Menderes En saison: Antalya, Düsseldorf, Stuttgart |
| Turkish Airlines | Istanbul En saison: Francfort                               |

Édité le 14/03/2019  Actualisé le 24/05/2023